# Opérations militaires en Scandinavie et Islande pendant la Seconde Guerre mondiale
Ce qui suit est une liste d'opérations militaires menées au Danemark, en Finlande, en Norvège, en Suède, en Islande et au Groenland pendant la Seconde Guerre mondiale.

## Opérations de l'Axe
- Birke ("Bouleau") (1944)  — Plan allemand pour se retirer du nord de la Finlande avant la guerre de Laponie
- Birkhahn (1945)  — Évacuation allemande de la Norvège.
- Büffel ("Buffle") (1940)  — Opération allemande pour soulager les troupes à Narvik, Norvège.
- Holzauge ("Nœud de bois") (1942)  — Mouvements au Groenland (voir aussi Groenland durant la Seconde Guerre mondiale).
- Ikarus (1940)  — Plan allemand d'invasion de l'Islande en réponse à l'opération britannique Opération Fork
- Juno (1940)  — Opération navale allemande destinée à perturber l'approvisionnement allié en Norvège
- Lachsfang (1942)   — Prosition d'attaque allemande et finnoise combinée contre Kandalakcha et Belomorsk
- Nordlicht [2] ("Aurore boréale") (1944)  — Retraite allemande de la Péninsule de Kola vers la Norvège
- Silberfuchs ("Renard d'argent") (1941)  — Opérations allemandes dans l'Arctique, incluant :
  - Blaufuchs 1 ("Renard bleu 1") (1941)  — Rassemblement de forces allemandes, depuis l'Allemagne, en Finlande septentrionale.
  - Blaufuchs 2 ("Renard bleu 2") (1941)  — Rassemblement de forces allemandes, depuis la Norvège, en Finlande septentrionale.
  - Platinfuchs ("Renard de platine") (1941)  — Attaque allemande en direction de Mourmansk depuis la région finnoise de Petsamo
  - Polarfuchs ("Renard polaire") (1941)  — Attaque allemande en direction de Kandalaksha depuis la Laponie finnoise
  - Renntier ("Renne") (1941)  — Occupation allemande de Petsamo
- Tanne Ost (1944)  — tentative allemande manquée de prendre Suursaari à la Finlande
- Tanne West (1944)  — projet allemand pour prendre les îles Åland à la Finlande
- Weserübung ("Exercice sur la Weser") (1940)  — invasion allemande du Danemark et de la Norvège
  - Weserübung Nord ("Exercise sur la Weser") (1940)  — invasion allemande de Trondheim et de Narvik
  - Weserübung Sud ("Exercise sur la Weser") (1940)  — invasion allemande de Bergen, de Kristiansand et d'Oslo
- Zitronella ("Citronelle") (1943)  — raid allemand contre la station anglonorvégienne de Svalbard.

## Opérations alliées
- Alphabet  (1940)  — Évacuation des troupes britanniques de Norvège
- Archery (1941)  — Raid d'un commando britannique sur Vågsøy, Norvège
- Anklet (1941)  — Raid sur les positions allemandes sur les îles Lofoten, Norvège
- Brandy (1943)   - Raid de commandos et de torpilleurs sur Florø, en Norvège
- Carthage (1945)  — Bombardement par la RAF du quartier général de la Gestapo à Copenhague, Danemark
- Cartoon (1943)   - raid de commandos sur l'île de Stord près de Leirvik, en Norvège
- Catherine (1939)  — Plan britannique pour prendre le contrôle de la mer Baltique
- Claymore (1941)  — Raid britannique sur les Îles Lofoten, en Norvège
- Crackers (1943)  - Raid britannique sur Sognefjord, en Norvège
- Freshman (1942 ) — Tentative de raid sur l'usine de production d'eau lourde à Vemork, voir Gunnerside
  - Grouse (1942)  — Guidage norvégien, partie de l'opération Freshman
  - Gunnerside (1943)  — Second sur l'usine de production d'eau lourde norvégienne à Vemork
- Fork (1940)  — Invasion de l'Islande par les Britanniques
- Gauntlet (1941)    — raid sur le Spitzberg
- Jupiter (1942)  — Projet d'invasion de la Norvège
- Kitbag (1941)  - Raid de commandos avorté sur la ville de Florø en Norvège
- Leader (1943)   — Raid conjoint américain/British Home Fleet contre les navires allemands le long de la cote de Norvège dans la région de Bodø
- Musketoon (1942)   — Destruction par les Britanniques de la centrale électrique norvégienne de Glomfjord en Norvège
- R 4 (1940)  — Projet d'invasion britannique de la Norvège
- Source (1943)   — British Réponse à l'opération allemande Sizilien
- The Sepals/Perianth Operation (1944) — Opération de l'OSS en Suède
- Wilfred (1940)  — Plan britannique de minage de la côte norvégienne

## Autres opérations
- Rädda Danmark ("Sauver le Danemark") (1945)  — Plan suédois pour libérer le Danemark avant que le pays ne soit occupé par l'Union soviétique (annulé à la suite de la reddition allemande)
  - Rädda Själland (1945)  — Débarquement suédois au Seeland
  - Rädda Bornholm (1945)  — Débarquement suédois au Bornholm